# Адміністративний поділ Далекосхідного федерального округу
Далекосхідний федеральний округ поділяється на 1 республіку, 2 краї, 4 області, 1 автономна область, 2 автономних округи.
| №п/п              | Регіон суб'єкт федерації | Площа (км²) | Населення 9 жовтня 2002 | Центр                      | Склад | Докладніше |
| Республіки        |                          |             |                         |                            | |            |
| 1                 | Якутія (Саха)            | 3 103 000   | 948 000                 | Якутськ                    | 33 райони і 5 міст                                                                                          | докладніше |
| Краї              |                          |             |                         |                            | |            |
| 1                 | Приморський край         | 165 900     | 2 068 000               | Владивосток                | 24 районів і 12 міст                                                                                        | докладніше |
| 2                 | Хабаровський край        | 788 600     | 1 435 000               | Хабаровськ                 | 17 районів і 6 міст                                                                                         | докладніше |
| Області           |                          |             |                         |                            | |            |
| 1                 | Амурська                 | 363 700     | 903 000                 | Благовещенськ              | 20 районів і 7 міст                                                                                         | докладніше |
| 2                 | Камчатська               | 472 300     | 359 000                 | Петропавловськ-Камчатський | 11 районів і 3 міста                                                                                        | докладніше |
| 3                 | Магаданська              | 461 400     | 183 000                 | Магадан                    | 6 районів і 1 місто                                                                                         | докладніше |
| 4                 | Сахалінська              | 87 100      | 547 000                 | Южно-Сахалінськ            | 17 районів і 9 міст                                                                                         | докладніше |
| Автономні округи  |                          |             |                         |                            | |            |
| 1                 | Коряцький                | 301 500     | 25 000                  | Палана                     | 4 райони | докладніше |
| 2                 | Чукотський               | 737 700     | 54 000                  | Анадир                     | 8 районів і 1 місто                                                                                         | докладніше |
| Автономна область |                          |             |                         |                            | |            |
| 1                 | Єврейська                | 36 000      | 191 000                 | Біробіджан                 | 5 районів і 1 місто                                                                                         | докладніше |
| Разом             | Разом                    | 6 215 900   | 6 688 000               | Хабаровськ                 | 145 районів і 45 міст у складі 1 республіки, 2 краї, 4 областей, 2 автономних округів, 1 автономної області |            |

Нотатки:

1. ↑  До складу Камчатської області входить Коряцький автономний округ. 1 липня 2007 року очікується злиття двох регіонів у Камчатський край.
2. ↑  Коряцький автономний округ входить до складу Камчатської області. 1 липня 2007 року очікується злиття двох регіонів у Камчатський край.